# Гарві Флетчер
Га́рві Фле́тчер (англ. Harvey Fletcher; 11 вересня 1884 — 23 липня 1981) — американський фізик. Відомий як «батько стереофонічного звуку», йому приписують також винайдення аудіометра і одного з перших електронних слухових апаратів. Він був дослідником природи мовлення і слуху й зробив внесок в акустику, електротехніку, мовлення, медицину, музику, атомну фізику, звукові зображення й освіту. Після його смерті підкреслюють його співпрацю зі своїм докторським радником, Робертом Міллікеном, над експериментом з олійними краплями, який дав можливість вперше визначити заряд електрона і удостоєним Нобелівської премії.

## Ранні роки
Флетчер народився у Прово (Юта) . Він закінчив середню школу Брігама Янга (англ. Brigham Young High School) у 1904 році, поступив в Університет Брігама Янга (BYU), який закінчив у 1907 році зі ступенем бакалавра.

## Дипломна робота
У 1911 році Флетчер став першим студентом-фізиком, який отримав докторський ступінь з відзнакою від Чиказького університету. Його дисертаційне дослідження було присвячене методам визначення заряду електрона. Воно включало у собі і експеримент з олійними краплями, авторство якого зазвичай приписують його науковому керівнику і співавтору Роберту Ендрюсу Міллікену. Міллікен отримав виключне авторство в обмін на те, що Флетчер заявив про виключне авторство відповідних результатів своєї дисертації. Внесок Флетчера був орієнтованим на деталі, але все ж сприяв успішному експерименту, в якому він використав, серед іншого, досвід роботи з проекційними ліхтарями. Міллікен став лауреатом Нобелівської премії з фізики 1923 року, частково і за цю роботу, і Флетчер тримав домовленість у таємниці до самої смерті.
Після здобуття докторського ступеня він повернувся до рідного університету (BYU), де став завідувачем фізичного факультету. На цій посаді працював з 1911 до 1916 року. Флетчер згодом покинув BYU, щоб працювати у «Western Electric» дослідником. Він приєднався до науково-дослідницького відділу «Bell Telephone Laboratories», де проявив великий інтерес до фізики звуку (акустики). Він пропрацював там з 1933 до 1949 року. З 1949 до 1952 року працював професором електротехніки в Колумбійському університеті. Повернувся в BYU у 1952-му, на посаду завідувача кафедри інженерних наук, на базі якої у 1958 році було створено Коледж фізичних та інженерних наук. З 1958 року протягом двох років він викладав математику в університеті а потім знову повернувся до своїх досліджень..
З 1960 року до своєї смерті в 1981 році він активно займався вивченням музичних тонів. У нього було бачення, що в міру того, як дізнаються більше про характеристики різних музичних інструментів, будуть винайдені абсолютно нові інструменти, які розширять задоволення від прослуховування для любителів музики. Він аналізував звуки фортепіано, органа, віолончелі, скрипки, басового барабана тощо.

## Організаційна та громадська робота
У 1920 році Флетчер став членом Американського фізичного товариства. Він був першим президентом Американського акустичного товариства (1929–31). У 1931 був обраний членом виконавчого комітету Американського інституту фізики. Він був членом Національної академії наук з 1935 року. У 1937 році він був обраний віце-президентом Американської асоціації розвитку науки. У 1945 році став президентом Американського фізичного товариства. У цьому ж році його було обрано президентом Американської федерації організацій людей із вадами слуху. У 1947 році він був призначений до Комітету зі слуху Відділу медичних наук Національної дослідницької ради. У 1948 році він став членом Національної науково-дослідної ради, отримавши призначення у Відділ інженерних та промислових досліджень на трирічний період. У 1949 році він був призначений на трирічний термін членом Постійної комісії із засідань Національної академії наук.

## Найважливіші здобутки
Результати досліджень Флетчера зі сприйняття мовлення входять до числа його найвідоміших праць. Він показав, що особливості мови зазвичай поширюються у широкому діапазоні частот, і розробив індекс артикуляції для приблизної кількісної оцінки якості мовленнєвого каналу. Він також розробив концепції контурів рівної гучності (широко відомі як криві Флетчера — Мансона), масштабування і сумування гучності і критичної смуги.
В «Bell Labs» він керував дослідженнями в галузі електричного звукозапису, включаючи перші успішні стереофонічні записи, перше передавання стереозвуку у реальному часі та створення першого вінілового запису.
До інших важливих здобутків науковця слід віднести виробництво першого функціонального слухового апарату, розроблення та виробництво аудіометра та штучної горлянки.
Велика частина його досліджень знайшла відображення у його монографіях «Мова і слух» («Speech and Hearing», 1929) і «Мова та слух у спілкуванні» («Speech and Hearing in Communication», 1953), що стали основоположми трактатами у цій сфері.

## Нагороди та відзнаки
Флетчер був обраний почесним членом Американського акустичного товариста (США) у 1949 році і став другою людиною, удостоєною цієї відзнаки 20 років після Томаса Едісона. Він почесним членом Американського отологічного товариства і почесним членом Товариства звукоінженерів. У 1924 році він був нагороджений медаллю Луї Е. Леві від Інституту Франкліна за фізичні вимірювання чутності. Американська академія кіно у Голлівуді нагородила його медаллю «Прогрес». Упродовж восьми років він був національним радником дослідницької фундації Університету штату Огайо.
У 2010 році Флетчер отримав нагороду від BYU як декан-засновник свого фізико-інженерного коледжу (тепер Інженерно-технологічний коледж Айри А. Фултона).
23 квітня 2016 року Флетчер був посмертно нагороджений технічною премією Греммі за свої дослідження і винаходи, пов'язані із стереофонічним звуком.

## Особисте життя
Флетчер одружився з Лореною Чіпман (англ. Lorena Chipman). У них було семеро дітей. Гарві Флетчер був батьком Джеймса К. Флетчера, у минулому президента Університету Юти і адміністратора НАСА, а також Гарві Дж. Флетчера, професора математики Університету Брігама Янга. Після смерті дружини у 1967 році він одружився з її сестрою, Ферн Айрінг (англ. Fern Eyring). Цей шлюб тривав до 1981 року, коли обидва померли.
Флетчер був набожним членом Церкви Ісуса Христа Святих останніх днів.
Він помер 23 липня 1981 року після інсульту.

## Вибрані публікації
Нижче наведено деякі з понад 60 наукових публікацій науковця:
- (1914) A determination of Avogadro's constant N from measurements of the Brownian movements of small oil drops suspended in air. Phys. Rev. 14:440-53
- (1922) With R. L. Wegel. The frequency sensitivity of normal ears. /. Franklin Inst. 19.
- (1924) Dependence of loudness of a complex sound upon the energy in the various frequency regions. Phys. Rev. 24:306-17
- (1929) Speech and Hearing. New York: D. Van Nostrand & Co.
- (1934) Loudness, pitch, and timbre of musical tones. /. Acoust. Soc. Am. 6:59-69.
- (1940) Auditory patterns. Rev. Mod. Phys. 12:47-65.
- (1950) With R. H. Gait. A mathematical theory of the perception of speech in communication./. Acoust. Soc. Am. 22:89—151
- (1953) Speech and Hearing in Communication. New York: D. Van Nostrand & C
- (1965) With E. D. Blackham and C. N. Geertsen. Quality of violin, viola, cello, and bass viol tones./ Acoust. Soc. Am. 37:851-63.
- (1978) With I. G. Bassett. Some experiments with the bass drum. / Acoust. Soc. Am. 64:1570-76.